# 11-я флотилия подводных лодок ВМФ СССР
11-я флотилия подводных лодок — крупное объединение подводных лодок Северного флота ВМФ СССР. Существовало в 1974—1993 годах, состояло из дивизий атомных подводных лодок, базирующихся на Гремиху.

## История объединения
В 1966 году 14-я отдельная бригада подводных лодок, базирующаяся на Гремиху, была преобразована в 17-ю дивизию с прежним местом базирования. В начале 1970-х Иоканьгская военно-морская база Северного флота была модернизирована с целью подготовки базирования подводных ракетоносцев второго поколения 667Б «Мурена».
11-я флотилия подводных лодок образована в декабре 1974 года на базе Иоканьгской ВМБ в связи с планирующимся размещением нового соединения стратегических атомных подводных лодок.
В феврале 1975 года на базе 11-й ФлПЛ начато формирование 13-й дивизии подводных лодок (из ПЛ проекта 667БД). В июле того же года 13-я ДиПЛ переподчинена 3-й флотилии (Гаджиево), а формирующаяся на базе 3-й ФлПЛ 41-я дивизия подводных лодок (ПЛ проекта 667Б) переведена из Гаджиево в Гремиху.
Гремиха выгодно отличалась от баз западной части Кольского полуострова, находясь на 300 км дальше от сухопутных границ СССР, что фактически обеспечивало прямой выход в океан. Подводные лодки флотилии выполняли задачи боевых служб в Атлантическом и Северном Ледовитом океанах, в том числе подо льдами.
С февраля по март 1976 года АПЛ К-171 (проекта 667Б) в составе группы подводных лодок совершила переход с Северного на Тихоокеанский флот южным морским путём, пройдя более 40 000 км через три океана без единого всплытия. Во время похода отрабатывались приёмы применеия баллистических ракет из южного полушария. За успешно выполненное задание 25 мая 1976 года командующему переходом контр-адмиралу В. К. Коробову командиру лодки Э. Д. Ломову и командиру БЧ-5 Ю. И. Таптунову были присвоены звания Героя Советского Союза.
В 1993—1995 годах в связи с расформированием и переводом ряда соединений 11-я флотилия обратно переформирована в Йоканьгскую ВМБ. В 1996 году преобразована в Йокангский район базирования.

## Состав
В разные годы в состав 11-й флотилии входили:
- 3-я дивизия подводных лодок — с 1981 по 1995, дивизия АПЛ проектов 627, 671, 671РТ, 705(К).
- 13-я дивизия подводных лодок — в 1975, дивизия РПКСН проекта 667БД, штаб дивизии сформирован в 11-й ФлПЛ, но вскоре дивизия была переведена в 3-ю флотилию.
- 17-я дивизия подводных лодок — с 1974 по 1994, дивизия АПЛ проектов 627А, 671РТ.
- 18-я дивизия подводных лодок — с 1976 по 1981, дивизия РПКСН проекта 658. В 1976 году передана из 3-й флотилии, в 1981 году передана в 1-ю флотилию для перевооружения ТРПКСН проекта 941.
- 41-я дивизия подводных лодок — с 1976 по 1995, дивизия РПКСН проекта 667Б.
- 2-я бригада кораблей охраны водного района.
- Служба радиационной безопасности.
- Плавучий ремонтный завод.
- Узел связи.
- Тыловые подразделения.

## Командующие флотилией
- 1974—1976: Кузнецов, Юрий Анатольевич
- 1976—1981: Коробов, Вадим Константинович
- 1981—1988: Устьянцев, Александр Михайлович
- 1988—1992: Агафонов Виктор Павлович
- 1992—1994: Чирков Валерий Васильевич